# پلات سیتی (میزوری)
پلات سیتی (به انگلیسی: Platte City) یک شهر در ایالات متحده آمریکا است که در شهرستان پلت، میزوری واقع شده‌است. پلات سیتی ۹٫۴۵ کیلومتر مربع مساحت و ۴٬۶۹۱ نفر جمعیت دارد و ۲۵۰ متر بالاتر از سطح دریا قرار دارد.